# Tal cual es
Tal cual es es el título del cuarto álbum de estudio grabado por el cantautor argentino Diego Torres, Fue lanzado al mercado bajo el sello discográfico BMG U.S. Latin el 24 de agosto de 1999.

## Lista de canciones
| Tal cual es |                             |                                                                     |          |  |
| N.º         | Título                      | Escritor(es)                                                        | Duración |  |
| 1.          | «Lo que el viento se llevó» | Alex Batista · Sandra Baylac · Cachorro López · Diego Torres        | 4:43     |  |
| 2.          | «Como una ola»              | Nelson Motta · Lulú Santos                                          | 3:14     |  |
| 3.          | «Dónde van»                 | Pablo Duchovny · Coti Sorokin · Diego Torres                        | 4:17     |  |
| 4.          | «Puede ser»                 | Alex Batista · Sandra Baylac · Diego Torres                         | 4:10     |  |
| 5.          | «Qué será»                  | Jimmy Fontana · Greco · Francesci Migliacci · C. Pes · Sbriccoli    | 4:33     |  |
| 6.          | «La última noche»           | Roxana Amed · Sandra Baylac · Cachorro López · Diego Torres         | 4:36     |  |
| 7.          | «Vuelve a mí»               | Sandra Baylac · Teddy Fernández · Cachorro López · Diego Torres     | 3:44     |  |
| 8.          | «Tal cual es»               | Rolfi Calahorrano · Teddy Fernández · Cachorro López · Diego Torres | 4:55     |  |
| 9.          | «De tu lado»                | Sandra Baylac · Cachorro López · Sebastián Schon · Diego Torres     | 2:59     |  |
| 10.         | «Ojos negros»               | Sandra Baylac · Cachorro López · Diego Torres                       | 4:24     |  |
| 11.         | «Lluvia de verano»          | Cachorro López · Sebastián Schon · Diego Torres                     | 4:29     |  |
| 12.         | «Dame una señal»            | Cachorro López · Sebastián Schon · Diego Torres                     | 3:34     |  |
| 13.         | «Recuerda» (Bonus track)    | Sandra Baylac · Rolfi Calahorrano · Cachorro López · Diego Torres   | 4:33     |  |

## Créditos y personal
- Arturo Sandoval - Trompeta
- Carlos Franzetti - Arreglos de cuerdas, Director de cuerdas
- Nicki Richards - Voz
- Luis Enrique - percusión
- Rocca - fotografía
- Ed Calle - Conductor, Saxofón, Arreglos de Viento
- Antonio Carmona - Voz, Cajón, Derbekke, Palmas
- Juan Carmona - Guitarra, Palmas
- Tony Concepcion - Trompeta
- Jim Czak - Ingeniero
- David Dachinger - Ingeniero, Mezcla
- Graham Hawthorne - percusión
- Mark Rubenstein - Ingeniero, Edición Digital
- Dana Teboe - Trombón
- Juan cruz urquiza - trompeta
- Paquito Hechavarria - Piano
- Diego Torres - Vocals (bckgr), Productor, Arreglos de viento
- Cachorro Lopez - Bajo, Director, Programación, Voz (bckgr), Productor, Wind Arrangements, Realización
- Jason Standard - Asistente de mezcla
- Óscar Clavel - Ingeniero
- José Luis Garrido - Ingeniero
- Robin Macatangay - Guitarra Española
- Sebastián Schön - Piano, Teclados, Programación, Productor, Ingeniero, Arreglos de viento, Programación de guitarra, Adaptación de canciones
- Chernia Vsky - Fotografía
- Sebastian Schachtel - Acordeón
- Guillermo Vadala - Bajo
- Eduardo Bergallo - Ingeniero
- Alex Batista - Voz (bckgr)
- Rolfi Calahorrano - Voz (bckgr)
- Pepe Mateos - Foto de portada
- Pablo Santos - Bajo
- José Antonio carmona - palmas
- Marcelo Wengrovski - Guitarra (Eléctrica)
- Todd Horton - Trompeta
- J.M. Cortina - Piano
- Jota Morelli - Tambores
- Ulises Butrón - Guitarra
- Coti Sorokin - Guitarra